# Janet Akyüz Mattei
Janet Akyüz Mattei (Bodrum, 1943. január 2. – Boston, 2004. március 22.) török-amerikai csillagász, 1973-tól 2004-ig az American Association of Variable Star Observers (AAVSO; Változócsillagok Megfigyelőinek Amerikai Egyesülete) igazgatója.

## Pályafutása
Bodrumban született, zsidó családban. İzmirben, az American Collegiate Institute-ban tanult. Egyetemi tanulmányait folytatni érkezett az Egyesült Államokba, ahol a Massachusetts állambeli, walthami Brandeis Egyetemre járt, Wien-ösztöndíjjal, majd Dorrit Hoffleit állást ajánlott neki a nantucketi Maria Mitchell Obszervatóriumban.
1970-től 1972-ig a Virginia állambeli Charlottesville-ben lévő Leander McCormick Obszervatóriumban dolgozott. 1972-ben szerzett mesterfokozatot csillagászatból a Virginiai Egyetemen, majd 1982-ben doktorált İzmirben, az Ege Egyetemen.
A több mint harminc év alatt, amit az AAVSO vezetőjeként töltött, a világ minden táján élő amatőrcsillagászoktól gyűjtött megfigyeléseket a változócsillagokról, és számos fontos megfigyelőprogramot koordinált amatőr és profi csillagászok között. Nagyban érdeklődött az oktatás és a diákok tudományos projektjei iránt is.
Számos kitüntetést kapott, köztük a következőket: Centennial Medal (Société Astronomique de France, 1987); George Van Biesbroeck-díj (Amerikai Csillagászati Társaság, 1993); Leslie Peltier-díj (Astronomical League, 1993); az első Giovanni Battista Lacchini-díj az amatőrcsillagászokkal való együttműködésért (Unione Astrofili Italiani, 1995); Jackson-Gwilt medál (Királyi Csillagászati Társaság, 1995). Róla nevezték el a 11695 Mattei kisbolygót.
Leukémiában hunyt el Bostonban, 2004-ben.

## Fordítás
- Ez a szócikk részben vagy egészben  a   Janet Akyüz Mattei című angol Wikipédia-szócikk ezen változatának fordításán alapul.  Az eredeti cikk szerkesztőit annak laptörténete sorolja fel. Ez a jelzés csupán a megfogalmazás eredetét és a szerzői jogokat jelzi, nem szolgál a cikkben szereplő információk forrásmegjelöléseként.